# Masia de l'Esparc
La Masia de l'Esparc és una obra de la Vall de Bianya (Garrotxa) inclosa a l'Inventari del Patrimoni Arquitectònic de Catalunya.

## Descripció
Està situada en un extrem de la Vall de Bianya, de cara a migjorn, al peu de la muntanya de Sant Valentí, i pròxima a la riera de Ridaura, s'escau la masia de l'Esparc. En el decurs del temps, trobem escrit Espargo fins a l'any 1345; Spargo després, Sparc fins al 1868 i no apareix la E inicial i una CH final fins al 1901.

## Història
Tenim notícies d'aquesta pairalia des del testament de Miró II Bonfill de l'any 979, el qual comte-bisbe de Besalú en fa cessió al cenobi de Sant Pere de Camprodon: «aloudem meu ... de Sparago, quomodo fuit de Guarino» per dret de conquesta o, més ben dit, de reconquesta, als sarrins. L'any 1000 Bernat Tallaferro dona al priorat de Santa Maria de Besalú un alou situat a Bianya «in villa que dicunt Sparago».
Entre 1206 i 1269 consten Sparg com a monjos i priors de Sant Joan les Fonts. L'any 1143 figuren Ramon i Sibila com a primers senyors útils en l'acte de definició a l'església de Santa Maria de Ripoll. Segueixen referències (1332-1343) en capbrevacions amb el monestir de Sant Pere de Camprodon i en l'acte de Concòrdia entre les pairalies Sparg i Cabrafiga (1346) sobre un molí d'aigua fontanal.
Tretze generacions després, Pere Sparg s'esposa amb Caterina Feixas, la filla dels quals, Maria, es maridà l'any 1868 amb Enric Cabrafiga i Lliurella, reunint les dues cases: Esparc i Cabrafiga. L'any 1901 llur filla Margarida es maridà amb Frederic Riera Gustà que aportà la pairalia empordanesa Riera de Bàscara, configurant el patrimoni.